# 杉崎由綺琉
杉崎由綺琉（日语：杉崎 ゆきる，1974年12月26日—）是日本漫畫家和插畫家，血型O型，代表作品是天使怪盜和女神候補生等。

## 經歷
- 在日本小學館漫畫雜誌《快樂快樂月刊》出道。在集英社《別冊瑪格麗特》、講談社《月刊Afternoon》、角川書店《月刊Asuka》、德間書店《月刊少年キャプテン（日语：月刊少年キャプテン）》、新聲社《コミックゲーメスト（日语：コミックゲーメスト）》等都有刊載過作品。
- 1995年在《月刊Asuka》榮獲新人漫畫獎。在該月刊刊載的受到相當的注目。

## 作品列表

### 漫画
- （1995、月刊Asuka）
- 卒業M、原名（1996–1997、原作：有栖川慶、月刊Asuka） - 全5冊
- 天使怪盜、原名（1997 - 2021[1]、月刊Asuka）- 全20卷
- 女神候補生、原名（1997 - 连载中、月刊COMIC GUM） - 5冊待續
- Brain Powerd、原名（1998 - 1999年、原作：富野由悠季、月刊少年Ace） - 全4冊
- Lagoon Engine、原名（2002 - 连载中、月刊Asuka） - 7冊待續
- 爆彈小新娘、原名（2001 - 2002、月刊Ace Next） - 全1册
- Lagoon Engine Einsatz、原名（2004、Newtype） - 1冊待續
- EDEN－血之伊甸園 、原名（2006–2007、與RETROGRADE共同繪製、原作：岡田俊平·廣瀬雄、月刊少年Ace） - 全1册
- 星空童話、原名（2008 - 連載中、月刊Asuka） - 2冊待續
- 1001KNIGHTS、原名（2012 – 2017、月刊Asuka） - 全10冊
- 喵喵純喫茶、原名（2012 - 連載中、月刊Birz） - 8冊待續

### 插画
- 小說版神秘的世界（上・下卷、倉田英之、德間書店、1996年）
- ISBN 4047013455
- NEUTRAL（画集）ISBN 4048530348
- （原作：一条理希) ISBN 4086133075
- 女神候補生画集 myth～神話～（画集）ISBN 4847014308
- 天使怪盗 Illustrations FEDER（画集）ISBN 4048536516
- 快打旋風漫畫選集 ISBN 978-4-7577-4719-7
- 完全版（作：火浦功）ISBN 978-4041627129
- （作：唯川恵、角川Wing文庫）

## 外部連結
- 官方網站